# Einar Svartengren
Einar Vilhelm Svartengren, född 29 september 1878 i Brunskogs församling i Värmlands län, död 23 augusti 1944 i Katarina församling i Stockholm, var en svensk postmästare, skriftställare och tecknare.
Han var son till kyrkoherden Torsten Svartengren och Emilie Margarete Stephansen Zahl-Svartengren och gift med Elin Amanda Lovisa Norberg. Svartengren var verksam som postmästare i Kalix 1926–1929 och en flitig hembygdsforskare. Han utgav bland annat Svenska officersboställen i Västerbotten 1934, Militära boställen i Norrbottens län 1943 och mindre artiklar till olika hembygdstidskrifter. Samtliga böcker och artiklar var illustrerade med teckningar som han själv utfört.